# Nicholas Arnst
Nicholas Arnst (Jeddah, 6 maart 1991) is een Vlaamse goochelaar en presentator. Hij is onder andere bekend van zijn televisieprogramma Nicholas.

## Levensloop
Arnst is geboren in Jeddah te Saoedi-Arabië. Hij verhuisde op zijn 12e naar Brugge waar hij met goochelen in contact kwam. Hij studeerde psychologie aan de Katholieke Universiteit Leuven, tot hij in zijn laatste jaar stopte om zijn eigen tv-programma te maken.
In 2013 was Arnst een van de deelnemers aan het tweede seizoen van het VTM-programma Belgium's Got Talent. Hier schopte hij het tot de halve finale waarna hij zijn eigen televisieprogramma werd aangeboden door 'TvBastards'.
Arnst presenteerde van februari 2015 tot en met januari 2020 het naar hem vernoemde VTM-programma Nicholas. In het programma verbaasde hij voorbijgangers op straat en bekende Vlamingen met zijn street magic.

## Televisie
- 2013: Belgium's Got Talent, als deelnemer
- 2015-2020: Nicholas, als presentator
- 2017: De Uitverkorenen, als presentator

## Theatervoorstellingen
Arnsts eerste theatervoorstelling Echt was een grootschalige tour van 120 shows. In deze voorstelling kon men voor het eerst 'in het echt' zijn populairste trucs zien die hij eerder al op televisie toonde.
Na zijn eerste voorstelling kwam hij in 2022 met zijn tweede theatervoorstelling getiteld In alle eerlijkheid. Deze voorstelling draait om één specifieke truc die hij doorheen de voorstelling ook uitlegt.
Op 17 mei 2023 stelde Nicholas zijn nieuwe voorstelling 'Als niets zeker is' voor. De vraag is niet of Nicholas zal verbazen, enkel hoe. Nicholas: “Volgens mij is niets zeker, dat heb ik geleerd door te goochelen. Je bent nooit 100% zeker van eender wat en dat klinkt negatief, maar eigenlijk is dat iets heel positief. Als niets zeker is, is niets onmogelijk.” Op zaterdag 16 september gaat hij in première in De Minnepoort in Leuven. Nicholas heeft een speciale band met de stad. Hij heeft er namelijk niet alleen gestudeerd, maar speelde er ook zijn allereerste show (Echt) in Het Depot.